# Immunitet sądowy
Immunitet sądowy – przekazanie przez panującego władzy sądowniczej nad ludnością terenu immunizowanego w ręce właściciela. Czynności administracyjne, sądowe i skarbowe przejmował posiadacz dóbr objętych immunitetem. Nadawanie immunitetów sprzyjało rozdrobnieniu, prowadziło do utrwalenia stosunków lennych, osłabiało władzę monarszą. Jednocześnie sprzyjało rozwojowi ekonomicznemu tych terenów, osadnictwu, oczynszowaniu gospodarstw chłopskich.
W Polsce immunitet występował w dobrach kościelnych od XII wieku, w świeckich od XIII wieku.